# DOC Volksverhaal
Het Documentatie en OnderzoeksCentrum (DOC) Volksverhaal is een in juli 2006 opgericht kenniscentrum, dat is gelanceerd vanuit de afdeling Etnologie van het Meertens Instituut, onderzoeksinstelling van de KNAW te Amsterdam.
Een van de doelstellingen van het DOC Volksverhaal is er voor te zorgen dat het volksverhaal (zoals de sage van De Vliegende Hollander, het sprookje van Roodkapje of het broodjeaapverhaal van de poema op de Veluwe) structureler en beter wordt gedocumenteerd en onderzocht. Daarnaast streeft het DOC Volksverhaal naar interdisciplinaire en internationale samenwerking, alsmede samenwerking met uitgeverijen en recreatieve en toeristische partijen in Nederland. In 2008 kwam het tot een samenwerking met de Nationale Vertelschool, het Nederlands Centrum voor Volkscultuur en Immaterieel Erfgoed, Profiel Uitgeverij, Stichting Beleven, Stichting Vertellen, de Vertelacademie en Vertel Eens, die resulteerde in de Stichting Vertelcultuur. Als initiatiefnemer en mede-organisator binnen de stichting organiseerde het DOC Volksverhaal de Wereldverteldag 2009, waarbij op 20 maart de oudste mop van Nederland bekend werd gemaakt, die gaat over de loensende Sint Servaas.
Het DOC Volksverhaal draagt tevens zorg voor wetenschappelijk verantwoorde volksverhaalpublicaties. In 2008 lanceert het DOC Volksverhaal voor het landelijke onderwijs de canon met de kleine c. Aan de bestaande 'grote' Canon van Nederland zijn verhalen en liederen gekoppeld uit de mondelinge overlevering en vertel- en liedcultuur. De canon bevat verhalen en liederen die exemplarisch zijn voor een lemma uit de bestaande Canon van de geschiedenis. In de canon wordt per lemma een verhaal of lied belicht. Op deze manier wordt getracht de Canon van de Geschiedenis door middel van verhalen en liederen meer tot de verbeelding te laten spreken. Door de verhalen en liederen kunnen de afzonderlijke canonvensters ook gemakkelijker worden onthouden. In 2010 verschijnt het standaardwerk Verhalen van stad en streek: sagen en legenden in Nederland, dat een ware bestseller blijkt te zijn. In dit boek worden sagen, legenden en overige volksverhalen van Nederland categorisch per provincie gerangschikt.
In 2006 is begonnen met veldwerkonderzoek naar het volksverhaal in de provincie Groningen. In 2008 werd een mijlpaal bereikt met het verzamelen van verhalen over de Ommelebommelesteen op Urk: in alle 12 provincies zijn nu verhalen verzameld, meer dan tweeduizend. In datzelfde jaar kwam het DOC Volksverhaal in samenwerking met de Efteling met een sprookjesenquête. Hieruit bleek dat Sneeuwwitje het populairste sprookje van Nederland is. In 2004 was dat nog Roodkapje.
In 2015 startte het DOC Volksverhaal met het gratis digitale tijdschrift Vertelcultuur. In datzelfde jaar lanceerde het DOC Volksverhaal de SagenJager, een routeplanner vol met volksverhalen.
Initiatiefnemers van het DOC Volksverhaal zijn dr. Theo Meder en Ruben A. Koman (tot 2013).

## Publicaties
- Verhalen van stad en streek: sagen en legenden in Nederland. W. de Blécourt, Ruben A. Koman [et al.]. - Bert Bakker, 2010.
- Canon met de kleine c: 50 verhalen en liederen bij de Canon van Nederland. Theo Meder, Ruben A. Koman [et al.] [red.]. - Profiel, 2008.
- Ellert en Brammert: een reuzenclaim van een 'Drents' roversverhaal. Ruben A. Koman. - Profiel, 2008.
- The Flying Dutchman and other Folktales from the Netherlands. Theo Meder.- Westport & London, Libraries Unlimited, 2008. (World Folklore Series)
- Wonderbaarlijk Dordrecht: middeleeuwse mirakelen en wonderverhalen van nu. Ruben A. Koman.- De Stroombaan/gemeente Dordrecht, 2007.
- In graancirkelkringen. Een etnologisch onderzoek naar verhalen uit de grenswetenschap. Theo Meder.- AUP, 2006.
- Dalfser Muggen. Volksverhalen uit een Overijsselse gemeente. Mondelinge overlevering, volksgeloof en vertelcultuur in Dalfsen, Hoonhorst, Lemelerveld, Nieuwleusen, Oudleusen e.o. Ruben A. Koman. - Profiel, 2006.
- Bèèh...! Groot Dordts volksverhalenboek. Een speurtocht naar volksverhalen, bijnamen, volksgeloof, mondelinge overlevering en vertelcultuur in Dordrecht. Ruben A. Koman. - Profiel, 2005.